# Протестантизм в Грузии

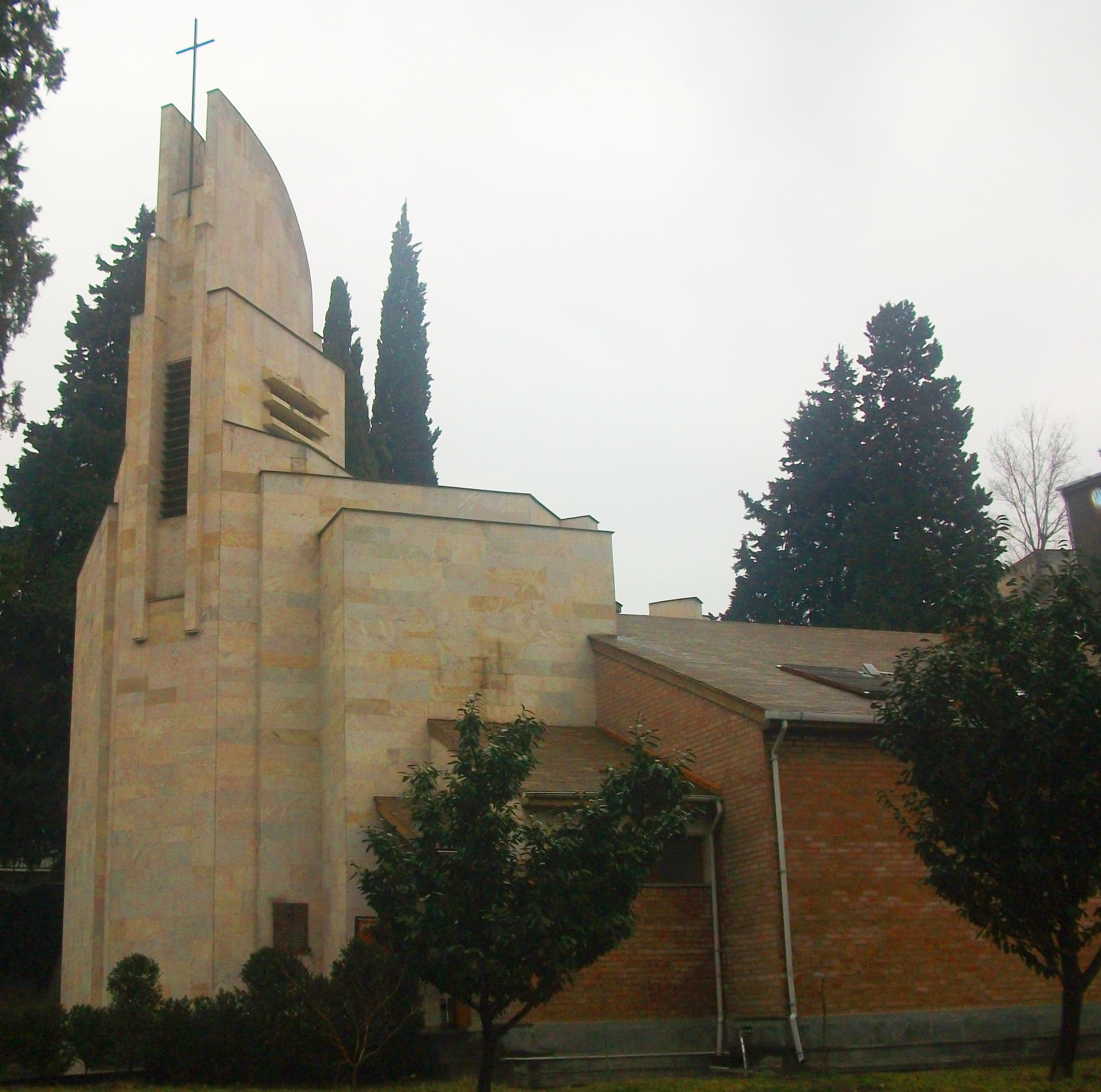
Лютеранская церковь «Примирение» в Тбилиси

Протестантизм в Грузии — одно из направлений христианства в стране. По данным исследовательского центра Pew Research Center в 2010 году в Грузии проживало 20 тыс. протестантов. Существуют и более крупные оценки — издание «Операция мир» насчитало в 2010 году в Грузии 22 тыс. традиционных протестантов в 6 союзах и ещё 12 тыс. прихожан неденоминационных церквей в 22 союзах.
По этнической принадлежности большинство протестантов Грузии — грузины. Заметную протестантскую общину также составляют армяне и абхазцы. Протестанты имеются и среди живущих в стране осетин, русских, немцев, греков, украинцев, эстонцев, латышей, цыган, бацбийцев, курдов и др.

## Исторический обзор

### Переселение лютеран

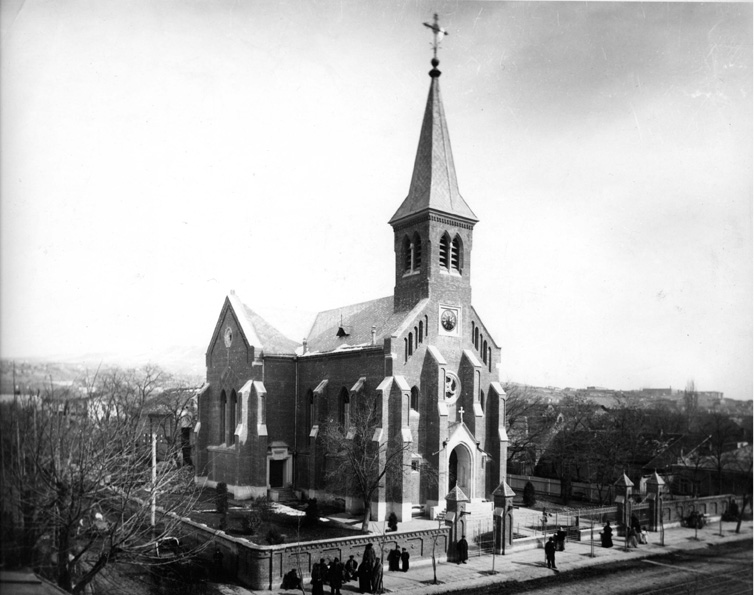
Лютеранская церковь св. Петра и Павла в Тбилиси, открытая в 1897 году (снесена в 1940-е годы)

Первыми протестантами на территории Грузии были немцы-лютеране. Массовое переселение немецких колонистов в Грузию было начато по инициативе генерала Ермолова. Колонистам обещались существенные привилегии: свобода вероисповедания, участки плодородных земель, освобождение от воинской обязанности, денежная помощь, освобождение от налогов на 10 лет и т. д. В сентябре 1817 года в Тбилиси прибыла первая группа переселенцев (31 семья швабских немцев из Вюртемберга). К концу 1819 года в Грузии были созданы первые 6 немецких колоний: Мариенфельд, Ной-Тифлис, Александердорф (в районе современного проспекта Давида Агмашенебели в Тбилиси), Петерсдорф, Элизабетталь и Катариненфельд. К 1834 году в Тифлисском уезде проживали 2332 немца-колониста. Во второй половин XIX века поток немцев в Грузию значительно усилился. Всеобщая перепись 1897 года насчитала в Кутаисской губернии 1065 немцев и 8340 немцев в Тифлисской губернии; при этом большинство из них (94,2 %) были лютеранами. Имелась также группа реформатов.
В 1897 году в Тбилиси была освящена лютеранская кирха Петра и Павла. При кирхе действовала общеобразовательная немецкая гимназия, бывшая весьма популярной у тбилисской интеллигенции (в гимназии учился сын Лаврентия Берии Серго).
С начала 1930-х годов лютеране подверглись репрессиям. К 1938 году в Грузии не осталось ни одного лютеранского пастора. И если перед Второй мировой войной в Грузии проживало до 40 тыс. немцев, то в первые годы войны большая часть из них была депортирована в Сибирь и Казахстан. Богослужения в лютеранских кирхах были прекращены, многие из них были снесены.

### Зарождение и развитие баптизма

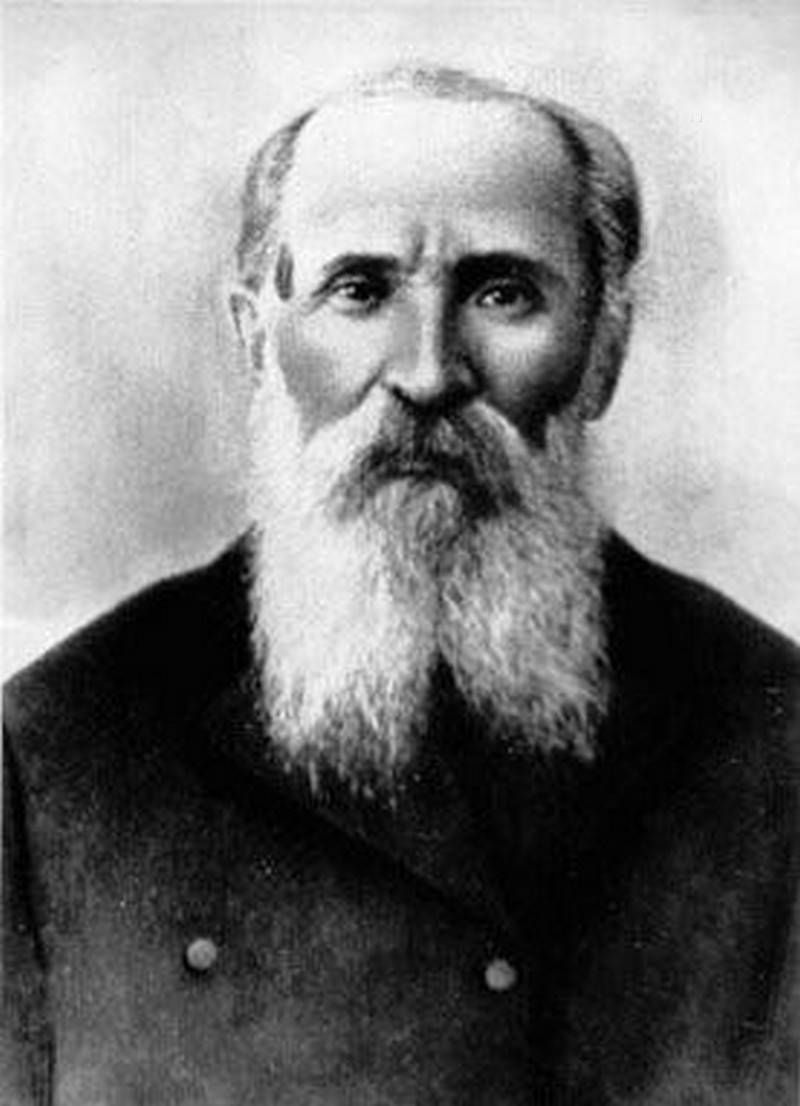
Первый русский баптист Никита Воронин был крещён в Тбилиси в 1867 году

Тбилиси считается родиной российского баптизма. Именно здесь в 1867 году немец-баптист М. К. Кальвейт, перебравшийся на Кавказ в 1863 году, преподал крещение по баптистскому обряду Никите Воронину. Воронин стал первым русским баптистом, а день его крещения принято считать датой основания русско-украинского баптистского движения. Вскоре в Тбилиси образуется баптистская община, состоявшая преимущественно из русских молокан. Община была одним из видных центров распространения баптизма на юге Российской империи.
Первым грузином, крещённым по баптистскому обряду считают А. 3. Хуцишвили, его крещение состоялось в 1912 году в Тбилиси. С 1919 года при Тбилисской общине баптистов начали проводиться богослужения для грузин. Впоследствии в Тбилиси сформировались армянская (1926) и осетинская (1966) баптистские общины. В советское время на территории края возникли также общины «нерегистрированных баптистов».

### Появление адвентистов
Первый адвентистский миссионер Ваграм Пампанян прибыл в Сухуми в 1904 году и начал служение среди армян. Через два года из США в Тбилиси прибыл проповедник Альберт Озоль, проповедовавший среди немцев и латышей. Первая адвентистская община сформировалась в 1909 году в Сухуми, далее возникают общины в Тбилиси и Рустави. В ходе репрессий 1930-х годов деятельность адвентистских церквей была фактически прекращена. Организованное служение адвентистской церкви начинается лишь в 1977 году, когда пастора И. М. Дрелинг и П. И. Лагутов заново воссоздают рассеянную церковь.

### Возникновение пятидесятничества
Несмотря на то, что различные харизматические группы возникали в грузинских церквах ещё с конца XIX века, первая пятидесятническая община появилась в Тбилиси ок. 1929 года. Первоначально она состояла лишь из русских, но в 40-х годах в общину присоединяются грузины, армяне, осетины и азербайджанцы. Первая служба на грузинском языка была проведена в 1945 году в Гори. С 1960-х годов церковью руководят грузинские священнослужители. Большинство пятидесятнических общин в крае в советское время относились к т. н. «незарегистрированным пятидесятникам».

### Новые протестантские конфессии
В 1993 году, в период гражданской войны, своё служение в Грузии начала Армия Спасения. С согласия правительства в городах Тбилиси, Кутаиси, Гори, Рустави и Батуми Армия Спасения оказывала гуманитарную помощь беженцам и малоимущим, открыла бесплатные столовые на 7,5 тыс. человек. В 1995—1996 годах помощь со стороны Армии Спасения составила 42 % всего гуманитарного груза, доставленного в страну.
В 1994 году в Грузии начала действовать Новоапостольская церковь. На рубеже XX и XXI веков в стране возникает движение евангельских христиан. С 1998 года в Тбилиси и других городах появляются первые неопятидесятнические церкви. В этот период в стране появляются также пресвитериане, квакеры и др.

## Современное состояние

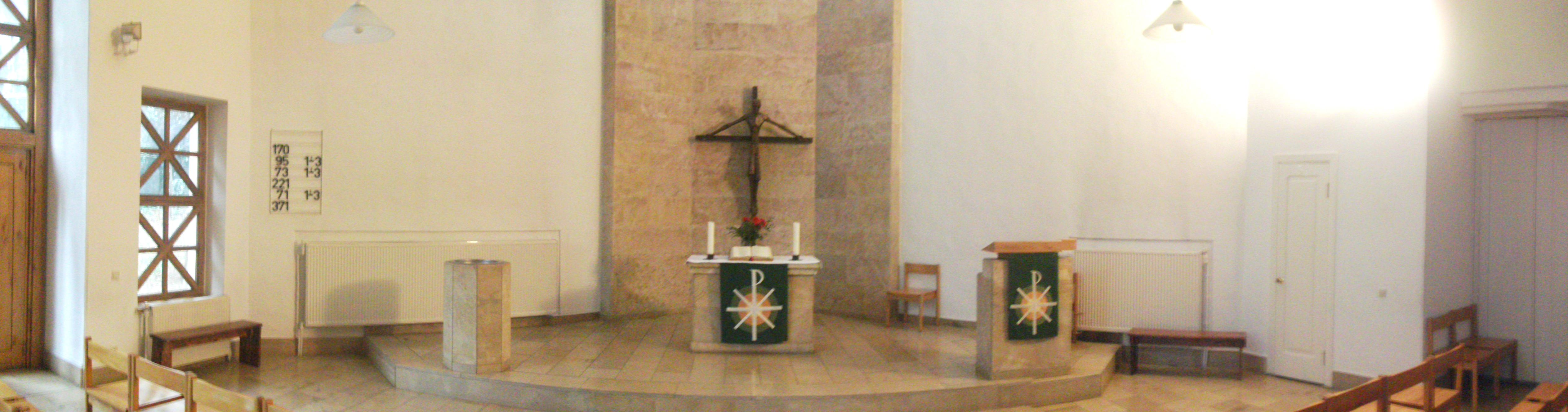
Интерьер протестантского храма в Тбилиси

### Пятидесятники
Пятидесятники в современной Грузии представляют динамично растущую группу. В 1995 году в стране было 2,5 тыс. пятидесятников в 30 общинах. К началу XXI века их число возросло до 5 тыс. В 2010 году пятидесятнические церкви Грузии насчитывали 12,3 тыс. сторонников. Большинство из них входят в Союз пятидесятников Грузии (10 тыс., также — Церковь христиан веры евангельской Грузии, также — Пятидесятническая церковь Грузии). Союз состоит преимущественно из грузиноязычных общин; некоторое время эти общины входили в ОЦХВЕ, в настоящее время Союз является частью Всемирного братства Ассамблей Бога. Пятидесятническая церковь Грузии насчитывает более 120 поместных церквей (преимущественно в Тбилиси, Картли, Кахетии, Имеретии, Гурии и Аджарии).
Небольшая часть русскоязычных общин Грузии входит в Объединённую церковь христиан веры евангельской. Русские общины пережили массовую эмиграцию верующих и в настоящее время объединяют всего лишь несколько десятков семей, преимущественно в Тбилиси.
Евангельская церковь «Слово жизни» насчитывает в Грузии 12 общин и 1 тыс. прихожан (преимущественно — грузины). Самые крупные приходы расположены в Тбилиси, Батуми, Кобулети, Зугдиди, Гори, Гурджаани, Телави, Карели. В Грузии действует ряд других пятидесятнических и неопятидесятнических церквей — «Посольство Божие» (50 прихожан), полноевангельская церковь «Народ Божий» (70 прихожан), евангельская церковь «Непоколебимое основание» (25 прихожан в Батуми), Церковь Бога пророчеств (11 церквей, 320 членов), Искупленная христианская церковь Божья и др.

### Баптисты
После распада СССР грузинские баптисты образовали собственный союз — Евангельскую баптистскую церковь Грузии. С 1997 года новый глава союза Малхаз Сонгулашвили начал широкую реформу церкви, стремясь провести максимальную инкультурацию. Служители церкви стали носить специальные церковные облачения, на стенах храмов появились иконы собственной иконографической школы. В церквях стали практиковать открытое причастие, крещение детей, крестные знамения, было введено использование свечей, ладана, колокольного звона. Позже в церкви были введены литургические танцы и рукоположение женщин. Грузинские баптисты активно поддержали экуменическое движение и долгое время являлись единственной церковью в стране, входящей во Всемирный совет церквей. В настоящее время Церковь является членом Европейской баптистской федерации и Всемирного союза баптистов; из Евро-азиатской федерации союзов евангельских христиан-баптистов организация вышла.
Часть грузинских баптистов, не принявших новых реформ, вышли из Евангельской баптистской церкви и создали в 2004 году Евангельско-баптистскую ассоциацию Грузии. На момент создания ассоциации, в неё вошли 14 общин.
К концу XX века — началу XXI века численность баптистов Грузии достигла пика (18 тыс.), однако в последнее время их число несколько сократилось (до 10 тыс.). В 2013 году членами 72 церквей Евангельской баптистской церкви Грузии были 5 тыс. человек. При этом, критики церкви утверждают, что членами церкви являются не более 2 тыс. человек. Евангельско-баптистская ассоциация Грузии в настоящий момент объединяет ок. 30 общин с 600—800 членами; общее число прихожан — ок. 1 тыс. человек. В стране действует и ряд независимых церквей, таких как Евангельская баптистская церковь «Благодать» (80 прихожан), Баптистская церковь «Лоза» (100 прихожан). Ок. 100 человек являются членами общин Международного союза церквей евангельских христиан-баптистов (в Тбилиси и Батуми).

### Лютеране

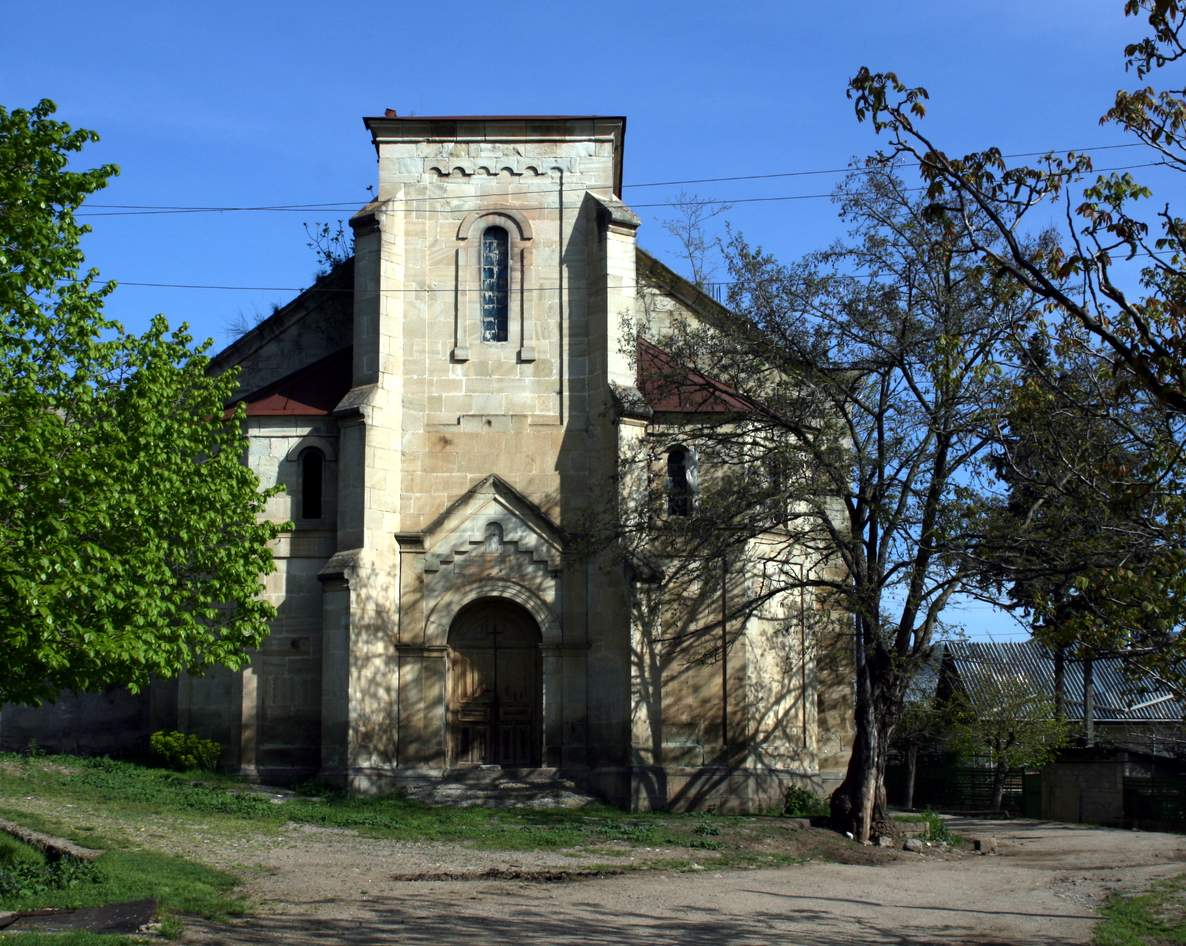
Лютеранская церковь в селе Асурети (ранее — Элизабетталь), построенная в 1871 году

Возрождение лютеранства связано с деятельностью немецкого профессора Лютеранского университета в Саарбрюккене Герта Гуммеля. В конце 1980-х годов Гуммель содействовал выезду грузинской молодежи на учебу в Германию. После переезда в Грузию, Гуммель начал вести миссионерскую деятельность, объединил разбросанную по стране лютеран и был избран епископом. Гуммель продал свой дом в Германии и на вырученные деньги в 1995 году начал строительство в Тбилиси лютеранского храма. 26 октября 1997 года, спустя 100 лет после освящения лютеранской церкви Петра и Павла, в Тбилиси была освящена лютеранская церковь «Примирение». При открытии церкви присутствовал Эдуард Шеварднадзе.
Прихожанами лютеранских церквей (800 человек) являются немцы и представители смешанных семей. Лютеранство распространено в основном в восточной части страны: в Тбилиси, Гардабани, Болниси, Рустави, Боржоми, а также в Абхазии. В настоящее время Евангелическо-лютеранская церковь в Грузии входит в Союз Евангелическо-лютеранских церквей и Всемирную лютеранскую федерацию.

### Адвентисты
В 2014 году Церковь адвентистов седьмого дня объединяла в Грузии 8 общин с 369 членами. Общее число прихожан оценивается в 400—600 человек. По этнической принадлежности большинство из них (90 %) — грузины. Общины адвентистов расположены в Тбилиси, Рустави, Батуми, Кутаиси и Телави. На территории страны действует представительство Всемирной гуманитарной организации «Адвентистское агентство помощи и развития» (ADRA). В Тбилиси открыт филиал Заокского адвентистского университета.

### Другие
Определённых успехов в Грузии добилась Грузинская евангелическо-протестантская церковь (ок. 1 тыс. прихожан). Церковь, позиционирующая как неденоминационная организация евангельских христиан имеет приходы в Тбилиси, Рустави, Хашури, Карели и ряде грузинских сёл. Ещё одно объединение евангеликов Грузии — Грузинская евангелическая церковь сообщает о 150 прихожанах в Тбилиси.
Прихожанами Новоапостольской церкви являются 700 человек; по этнической принадлежности среди прихожан преобладают немцы. Филиалы церкви действуют в Тбилиси, Батуми, Кутаиси, Ахмете, Рустави (всего — 9 церквей). В Тбилиси при общине действует воскресная школа.
Армия Спасения имеет в стране 9 корпусов: 5 в Тбилиси, 2 в Рустави, по одному в Батуми и Лагодехи. Постоянными прихожанами организации являются 600 человек.
Пресвитерианская в вероучении Протестантская церковь «Святой Троицы» имеет приходы в Батуми, Кобулети, Поти, Озургети, Ланчхути. Её прихожанами считаются до 300 человек.
Членами Религиозного сообщества друзей-квакеров в 2008 году были 12 человек.